# Hi (kana)
En l'escriptura japonesa, els caràcters ひ (hiragana) i ヒ (katakana) són dues mores que ocupen la 27a posició en el sistema modern d'ordenació alfabètica gojūon (五十音), entre は i ふ; i el 44è en el poema iroha, entre ゑ i も. En la taula de l'ordre gojūon (per columnes, i de dreta a esquerra), es troba en la sisena columna (は行, «columna HA») i la segona fila (い段, «fila I»). En fonologia, una mora és la unitat superior al segment i inferior a la síl·laba.
Tant ひ com ヒ provenen del kanji 比. Poden dur l'accent dakuten: び, ビ; així com el handakuten: ぴ, ピ.

## Romanització
Segons els sistemes de romanització Hepburn modificat, Kunrei-shiki i Nihon-shiki:
- ひ, ヒ es romanitzen com a «hi»
- び, ビ es romanitzen com a «bi»
- ぴ, ピ es romanitzen com a «pi»

## Escriptura
|  | El caràcter ひ s'escriu amb un sol traç: 1. Comença amb una línia horitzontal curta, talla amb una corba semblant a una U lleugerament inclinada cap a la dreta i acaba en una línia diagonal cap avall a la dreta. |
|  | El caràcter ヒ s'escriu amb dos traços: 1. Traç horitzontal encara que lleugerament ascendent. 2. Traç en forma de L encara que sense formar un pic angulós. La part vertical toca el primer traç.                  |

## Altres escriptures
| ひ / ヒ en braille japonès    | ひ / ヒ en braille japonès                                 | ひ / ヒ en braille japonès                                 | ひ / ヒ en braille japonès                                  | ひ / ヒ en braille japonès                                                               | ひ / ヒ en braille japonès                                                               |
| ----------------------------- | ---------------------------------------------------------- | ---------------------------------------------------------- | ----------------------------------------------------------- | ---------------------------------------------------------------------------------------- | ---------------------------------------------------------------------------------------- |
| ひ / ヒ hi                    | び / ビ bi                                                 | ぴ / ピ pi                                                 | ひい / ヒー hī                                              | びい / ビー bī                                                                           | ぴい / ピー pī                                                                           |
| ⠧ (braille pattern dots-1236) | ⠐ (braille pattern dots-5) · ⠧ (braille pattern dots-1236) | ⠠ (braille pattern dots-6) · ⠧ (braille pattern dots-1236) | ⠧ (braille pattern dots-1236) · ⠒ (braille pattern dots-25) | ⠐ (braille pattern dots-5) · ⠧ (braille pattern dots-1236) · ⠒ (braille pattern dots-25) | ⠠ (braille pattern dots-6) · ⠧ (braille pattern dots-1236) · ⠒ (braille pattern dots-25) |

- Alfabet fonètic: 「飛行機のヒ」 (l'«hi de hikōki», on hikōki significa avió)
- Codi Morse: －－・・－[7]